# Tateurndina ocellicauda
Genre
Espèce
Tateurndina ocellicauda est une espèce de poissons tropicaux vivant en eau douce, de la famille des Eleotridae. C'est la seule espèce de son genre Tateurndina (monotypique).

## Répartition
Tateurndina ocellicauda est endémique de l'est de la Papouasie-Nouvelle-Guinée. Cette espèce se rencontre dans les rivières et étangs et couramment dans les ruisseaux de la forêt tropicale.

## Description
La taille maximale connue pour Tateurndina ocellicauda est de 75 mm.

## Étymologie
Le genre Tateurndina a été choisi en l'honneur des frères Tate, George Henry Hamilton Tate (1884-1953), botaniste et mammalogiste américain, et Geoffrey M. Tate (1898-1964), collectionneur, tous deux collègues de l'auteur, John Treadwell Nichols, au Musée américain d'histoire naturelle pour leur participation à  
la Archbold Expeditions to New Guinea durant laquelle l'holotype a été collecté. Le suffixe urndina fait probablement référence à la proximité de ce genre avec le genre Mogurnda.
Son nom spécifique, du latin ocellus, « petit œil », et cauda, « queue », fait référence à la tache présente à la base de sa nageoire caudale.

## Publication originale
- (en) John Treadwell Nichols, « Two new fresh-water fishes from New Guinea », American Museum Novitates, New York, Musée américain d'histoire naturelle, no 1735,‎ 10 juin 1955, p. 1-6 (ISSN 0003-0082 et 1937-352X, OCLC 47720325, lire en ligne).